# Lepindea, Mureș
Lepindea mai demult denumită Leppend este un sat în comuna Bahnea din județul Mureș, Transilvania, România.

## Istoric
Prima astestare documentară a localității apare în anul 1492, fiind și cea mai târzie atestare a unui sat component al comunei Bahnea.

## Galerie de imagini

Ulița principală
Interiorul şi altarul Bisericii greco-catolice din Lepindea
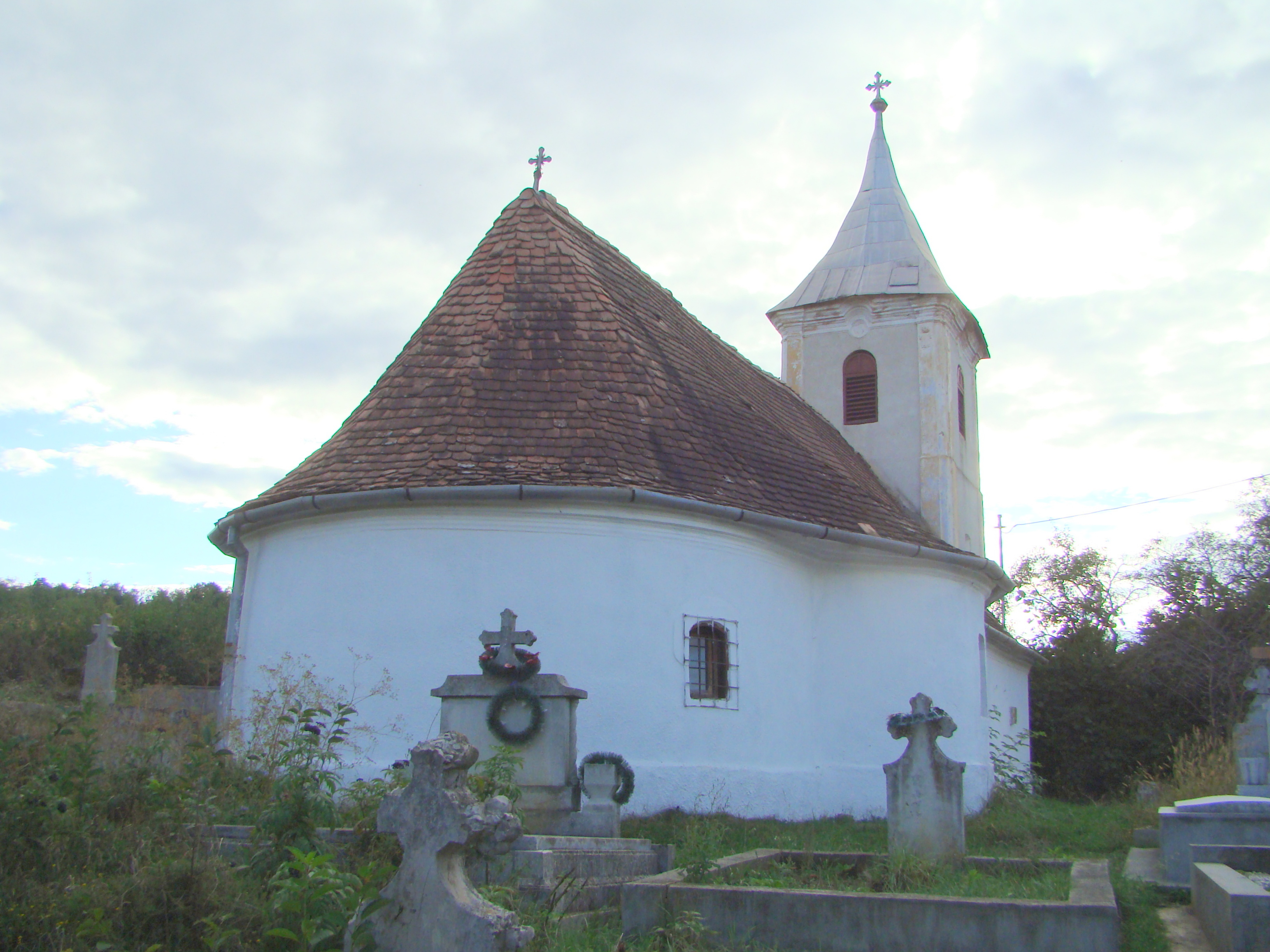
Biserica ortodoxă „Sfinţii Arhangheli” (1796)
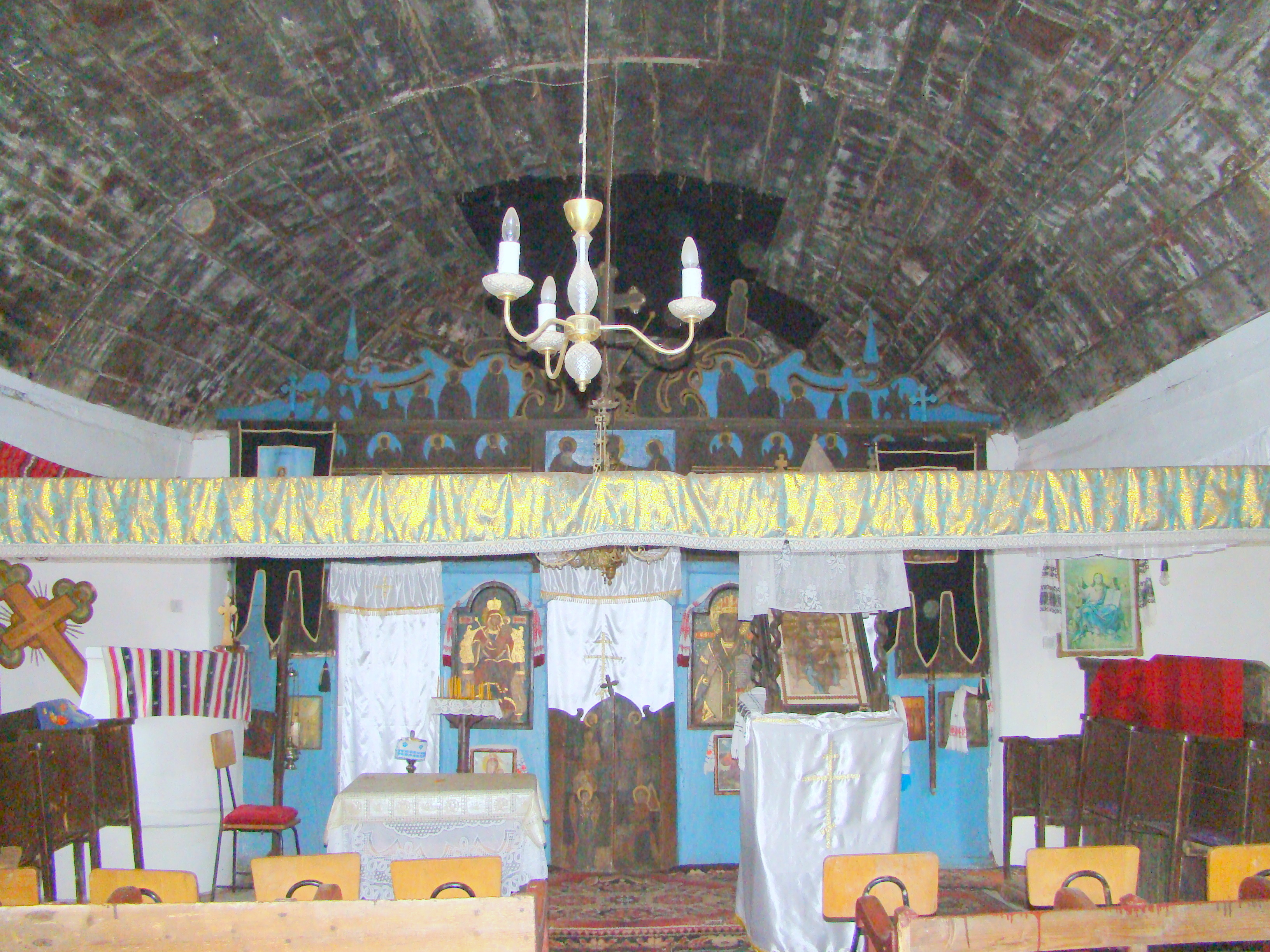
Biserica ortodoxă „Sfinţii Arhangheli” (monument istoric))
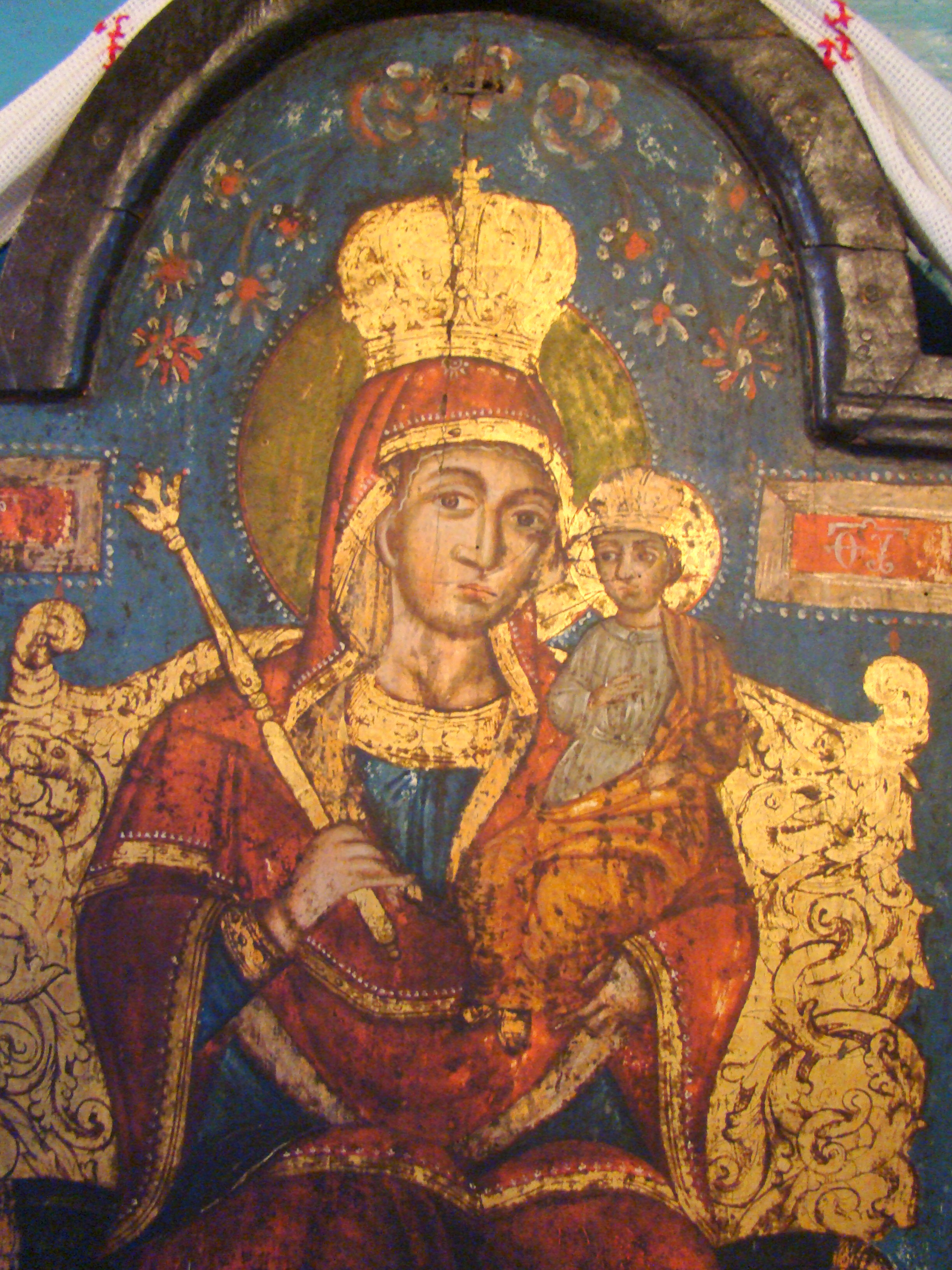
Icoană împărătească: Maica Domnului cu Pruncul (detaliu, zugrav necunoscut,1808)
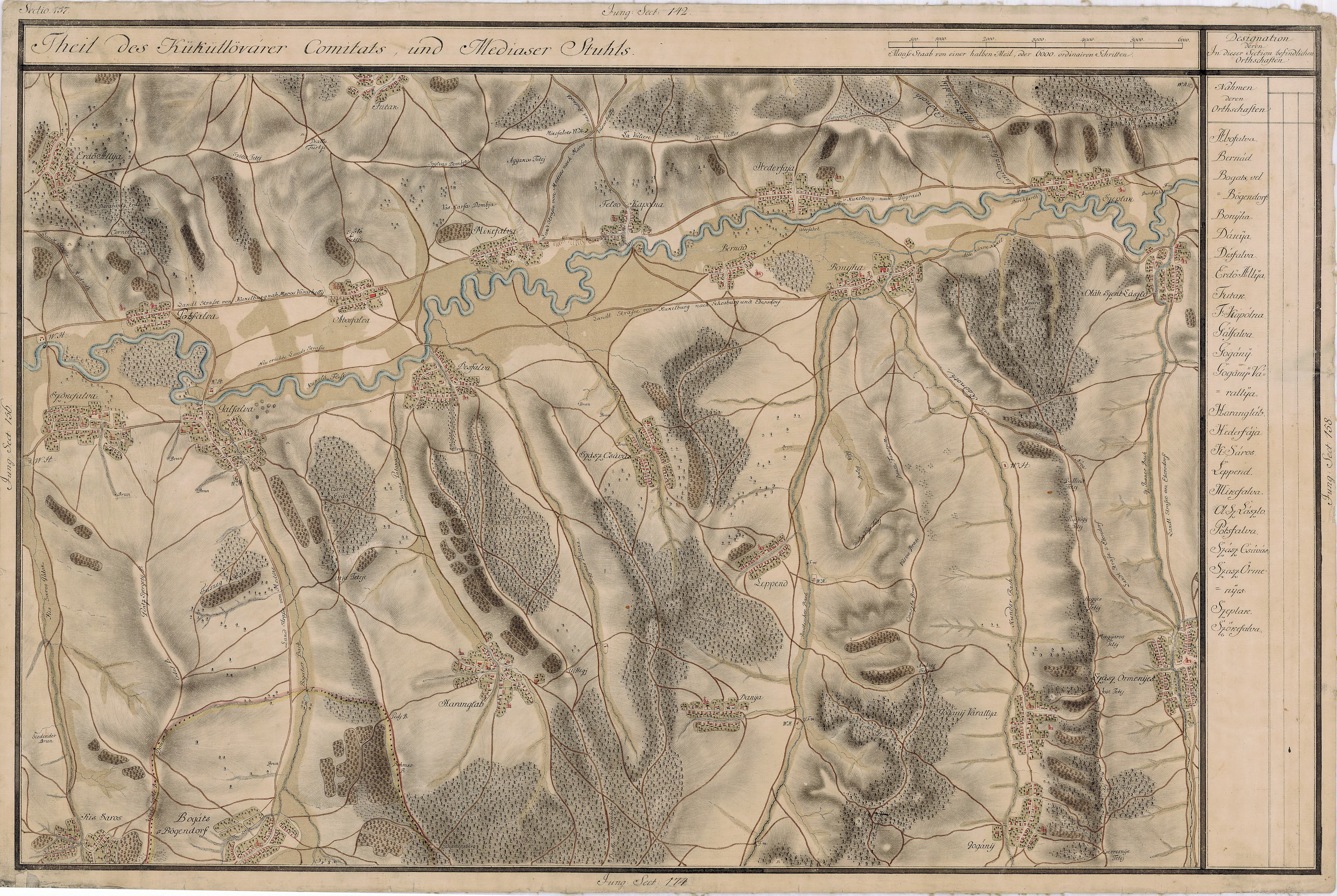
Lepindea pe Harta Iosefină a Transilvaniei, 1769-73 (sate: Bahnea; Bernadea; Lepindea; Daia; Gogan)